# اشعر عزیز
اشعر عزیز (Ashar Aziz) (زادهٔ ۱۹۵۹)، مهندس برق، مدیر بازرگانی و نوع‌دوست پاکستانی - آمریکایی است. او مؤسس شرکت فایرآی است؛ این شرکت در زمینهٔ امنیت سایبری فعال بوده و مقر آن در سیلیکون ولی است.
عزیز که پیش‌تر یک میلیاردر بود، در سال ۲۰۱۵ ثروت خالص آن بالغ بر حدود ۲۳۳ میلیون دلار بود.

## اوایل زندگی و تحصیلات
عزیز در سال ۱۹۵۹ در کراچی چشم به جهان گشود و در اسلام‌آباد، پاکستان بزرگ شد. او پس از پذیرش در دانشکدهٔ مهندسی مؤسسهٔ فناوری ماساچوست (MIT) برای تکمیل تحصیلاتش به ایالات متحده رفت. عزیز پیش از ورود به MIT، در اواسط دههٔ ۱۹۷۰ دوسال علوم پایه را در دانشگاه فنی خاورمیانه (METU) در ترکیه به پایان رساند. در سال ۱۹۸۱، او با درجهٔ کارشناسی مهندسی برق از MIT فارغ‌التحصیل شد و سپس کارشناسی ارشد علوم کامپیوتر را از دانشگاه کالیفرنیا، برکلی دریافت کرد و در آنجا موفق به اخذ بورسیهٔ دکترا شد.

## حرفه
عزیز که در حوزهٔ شبکه، امنیت شبکه و طراحی سیستم تخصص داشت، به‌مدت دوسال به‌عنوان مهندس در شرکت سان مایکروسیستمز فعالیت کرد. او همچنین در سمت کارمند ارشد فناوری برنامهٔ N1 در شرکت سان مشغول به کار شد. در سال ۱۹۹۹، عزیز اولین شرکت استارت‌آپ خود را به‌نام شرکت تراسپرینگ پایه‌گذاری نمود که بر اتوماسیون و مجازی‌سازی مرکز اطلاعات متمرکز بود. در سال ۲۰۰۲ به‌دنبال سقوط بازار سهام، شرکت سان میکروسیستمز این استارت‌آپ را خرید.
تقریباً در همان دوره، عزیز شروع به مطالعهٔ ریسک‌های ایجادشده از سیستم‌های بدافزار بسیار پنهان و خودنشردهنده و نیز تهدیدهای این بدافزارها برای زیرساخت‌های امنیت سایبری آینده کرد. او نخستین‌بار این مشکل را در بایگانی وزارت دفاع ایالات متحده کشف کرده بود. در سال ۲۰۰۴، پس از آن‌که بازنشسته شد، می‌تواند راه‌حل‌های برای این چالش‌های نوظهور در امنیت سایبری ارائه کند، شرکت فایرآی را پایه‌گذاری کرد. عزیز فعالیت خود را با حدود ۴۰۰۰ دلار پس‌انداز شخصی و ۸۰ تا ۱۰۰ ساعت کار هفتگی در منزل آغاز کرد. در روزهای نخست فعالیت، بیشتر اعضای تیم فنی او همان مهندسان و متخصصان فناوری بودند، که از استارت‌آپ‌های قبلی می‌شناخت. این شرکت که در میلپیتاس، کالیفرنیا مستقر بود، امروزه محصولات نرم‌افزاری و ضدبدافزار مبتنی بر ابر (ذخیره و برنامه‌ریزی‌شده روی شبکه‌های به‌هم‌متصل اینترنتی) ارائه می-کند؛ لذا به اعلام گروه مهندسی برق و علوم کامپیوتر MIT، «هستهٔ پلت‌فرم فایرآی، یک ماشین اجرای مجازی است که با هوش تهدید دینامیک تکمیل می‌شود تا حمله‌های سایبری را بلافاصله و در مراحل مختلف چرخهٔ عمر یک حمله شناسایی و مسدود کند». در سال ۲۰۱۲، عزیز در توصیف فایرآی بیان کرد که هدف این شرکت، تقویت «زیرساخت امنیتی و کلیدی فراگیر در سراسر زیرساخت‌های مالی، دولتی و کارت‌های اعتباری به‌منظور محافظت در برابر سه تهدید مهم است: جرم، جاسوسی و جنگ». عزیز از سال ۲۰۰۴ تا ۲۰۱۲ به‌عنوان مدیر اجرایی ارشد فایرآی فعالیت کرد و با حفظ سمت، مدیر ارشد راهبردی، مدیر ارشد فناوری و نایب‌رئیس هیئت‌مدیرهٔ این شرکت بود.
| « | «پیش از آن‌که حتی ایده‌ای داشته باشید، به این موضوع فکر کنید که چطور آن را بسازید؛ به عقب برگردید و مسئله را از آنجا ببینید. وقتی راه‌حل را مهندسی معکوس کردید، باید با یافتن مشتری‌های بالقوه به آن اعتبار ببخشید». | » |
|   | |   |

در دسامبر ۲۰۱۲، عزیز از مدیرعاملی استعفا داد و دیوید دیوالت، مدیرعامل پیشین مکافی به این سمت منصوب شد. دیوالت با این هدف گماشته شد که شرکت را برای عرضهٔ اولیهٔ عمومی در بورس (IPO) آماده کند. سال بعد، فایرآی ۵۰ میلیون دلار دیگر در سرمایه‌گذاری مخاطره‌آمیز به دست آورد و کل دارایی خود را به ۸۵ میلیون دلار رساند. در سپتامبر ۲۰۱۳، ارزش دارایی فایرآی به بیش از یک میلیارد دلار رسید؛ لذا به اعلام فوربز، عزیز ۱۱ میلیون سهم در شرکت داشت و ثروت خالص شخصی او به بیش از یک میلیارد دلار رسیده بود. با وجود این، بیزنس اینسایدر توضیح داد که افزایش ثروت خالص عزیز موقتی و به‌دلیل نوسان‌های بالای قیمت سهام بوده و به‌محض کاهش قیمت‌ها، ارزش سهام او به زیر یک میلیارد دلار کاهش می‌یابد. به گزارش وال استریت ژورنال، فایرآی دومین شرکت پربازده در ایالات متحده بود که در سال ۲۰۱۳ سهام آن در بورس عرضه شد. در سال ۲۰۱۴، عزیز در فهرست افراد ثروت‌مند مجلهٔ فوربز قرار گرفت.
در حال حاضر، عزیز به‌عنوان مبدع سیستم محافظت بدافزار فایرآی بیش از ۸۰ گواهی ثبت اختراع را در رابطه با فناوری‌های مختلف امنیت سایبری، از جمله در زمینه‌های امنیت شبکه، رمزنگاری و مجازی‌سازی مرکز اطلاعات در اختیار دارد. او به‌عنوان مغز متفکر فنی و پیشگام فناوری هستهٔ فایرآی جایگاه ویژه‌ای دارد. در اوت ۲۰۱۶، اعلام شد که عزیز از فایرآی استعفا داده تا وقت بیشتری با خانواده سپری کند و بر پروژه‌های توزیع انرژی خورشیدی در کشورهای در حال توسعه متمرکز شود. یکی از شرکای فایرآی این خبر را برای آیندهٔ فایرآی و کارکنانش پریشان‌کننده توصیف کرد و پیش‌بینی کرد خروج او بر آتشِ بحث‌وجدل پیرامون فروش احتمالی شرکت می‌دمد. بااین‌حال، منبعی در فایرآی با رد این گمانه‌زنی، بیان کرد که شرکت تحت مدیریت مدیرعامل جدید خود فعالیت می‌کند و همچنین با استفاده از فناوری اجرای مجازی چندبرداری (MVX) به ارائهٔ راه‌حل ادامه می‌دهد. این منبع همچنین تشریح کرد که عزیز معتقد است شرکت را به افرادی باصلاحیت بسپارد و هنوز هم از سهام‌داران فایرآی‌است.

## نوعدوستی
عزیز، مدیرعامل و بنیان‌گذار شرکت اسکای الکتریک است. هدف این شرکت، ارائهٔ راه‌حل‌های انرژی خورشیدی پایدار و مقرون‌به‌صرفه است. در فوریه ۲۰۱۷، او انرژی خورشیدی را راه‌حلی برای بحران برق پاکستان مطرح و فعالیت شرکت خود را در این کشور آغاز کرد.
او یکی از اعضای هیئت‌رئیسهٔ مؤسسهٔ نامال است که عمران‌خان آن را بنیان نهاد. در ژانویه ۲۰۲۰، او مرکز فناوری کشاورزی نثار عزیز را در نامال دایر کرد. این مرکز که به‌نام مادرش نام‌گذاری شده بود به توسعهٔ پایدار اقتصاد کشاورزی از طریق فناوری با استفاده از ترویج روش‌های کشاورزی کم‌هزینه و ارائهٔ آموزش کشاورزی به کشاورزان پاکستانی کمک نمود.

## زندگی شخصی
اصغر بت، پدر عزیز، روزنامه‌نگار، نویسنده و نمایشنامه‌نویس بود و به‌عنوان معاون سردبیر روزنامهٔ پاکستانی «ملت» فعالیت می‌کرد. پدر او در ۱۳ نوامبر ۲۰۱۲ در ۹۱ سالگی در زادگاهش لاهور در پنجاب دیده از جهان فروبست. نثار، مادر عزیز، رمان‌نویس و ادیب برجستهٔ زبان اردو بود که به طایفهٔ پشتون از مردان تعلق داشت. او در ۷ فوریه ۲۰۲۰ در ۹۳ سالگی درگذشت. سرتاج عزیز، اقتصاددان و سیاست‌مدار، عمهٔ اوست. مجید نظامی، سردبیر ارشد «ملت» برادر همسر پدرش و دایی-اش بود. اشعر یک برادر به‌نام احمر عزیز بت دارد که پزشک است.
عزیز، برندهٔ جایزهٔ سال کارآفرین ارنست و یانگ است. در سال ۲۰۱۸، او جایزهٔ ملی سیتارا ای ایمتیاز را از دولت پاکستان به دلیل نقش برجسته‌اش در صنعت فناوری اطلاعات دریافت کرد.